# Atya
Atya (Leach, 1815) — рід прісноводних креветок-фільтраторів родини Atyidae, що складається з 13 видів. Розповсюджені від Антильських островів, вздовж узбережжя Атлантичного та Тихого океанів у Центральної та Південної Америки, а також у тропічних районах західної Африки.
Представники роду мають пігментоване тіло доволі великого, як для креветок, розміру, добре розвинені очі, рострум не стильно стиснутий з боків. Передній край панцира оздоблений антенами та птеригостоміальним шипом. Орбітальний шип відсутній. Тельсон дорослих особин містить від 5 до 9 шипів. Жгутикові часточки першого максілліпеда добре розвинені. Екзоподи на перейоподах відсутні.
Деякі з креветок роду Atya здобули популярність у акваріумістиці, наприклад особини виду Atya gabonensis та Atya scabra. Акваріумісти цінують ці види креветок-фільтраторів за яскраву зовнішність, легкість утримання та миролюбність — їх можна без проблем утримувати як з рибами різних розмірів, так і з меншими за них креветками. До того ж, особини Atya gabonensis є справжніми довгожителями — їх вік може сягати 8-10 років.

## Види
- Atya abelei Felgenhauer & Martin, 1983
- Atya africana Bouvier, 1904
- Atya brachyrhinus Hobbs & Hart, 1982
- Atya crassa Smith, 1871
- Atya dressleri Abele, 1975
- Atya gabonensis Giebel, 1875
- Atya innocous Herbst, 1792
- Atya intermedia Bouvier, 1904
- Atya lanipes Holthuis, 1963
- Atya limnetes Holthuis, 1986
- Atya margaritacea A. Milne-Edwards, 1874
- Atya ortmannioides Villalobos, 1956
- Atya scabra Leach, 1815

У різні часи до роду Atya належали ще понад 20 видів креветок, проте з часом їх було переведено до інших родів. У 1983 році Феннер Чейз, шляхом виділення двох представників Atya, що відрізнялися за довшою форма тельсона та наявність «масивних шпор» на третій парі перейоподів чоловічих особин, започаткував новий рід Atyopsis.